# 凱文·蓋特利之死

用紅圈圈住的蓋特利位於他死亡的紅獅廣場示威活動

學生凱文·蓋特利（英語：Kevin Gately，1953年9月18日—1974年6月15日）在倫敦紅獅廣場混亂中頭部受傷去世，目前尚不清楚是故意還是意外造成。蓋特利並非政治組織的成員，紅獅廣場遊行也是首次參加的活動。他是英國55年來首個在公開示威喪生的人。
1974年6月15日，極右法西斯主義政黨國民陣線為了支持強制遣返移民而在倫敦市中心舉辦遊行，並在紅獅廣場的康威厅結束。反殖民壓迫團體解放計劃舉行反示威活動。60年代末到70年代初，倫敦解放委員會有越來越多極左政治活動家滲入，他們邀請數個極左組織加入遊行。當解放遊行到紅獅廣場，國際馬克思主義團體兩次衝破通往康威厅的警戒線。警方增設騎警和特別巡邏課大隊來驅散廣場中製造騷動的示威者。隨著人群逐漸離開廣場，他們發現蓋特利倒在地上不省人事，送往醫院後不久撒手人寰。附近又發生兩次騷亂，均涉及警察和國際馬克思主義團體代表之間的衝突。
斯卡曼勳爵對事件展開公開調查，部分極左媒體指控警察殺害蓋特利，但他沒有找到證據，並總結「引發動亂的人（也要）對他的死亡負起相對的道德責任，而責任十分沈重」，同時指責警方當天的一些行為。廣場事件讓國民陣線在英國變的家喻戶曉，但這是否會影響隨後大選的選票份額有待商榷。雖然國際馬克思主義團體受到媒體和公眾的嚴厲批評，但本地的支持度和反國民陣線及其政策的示威意願有所增加。國民陣線的遊行與他們面臨的反示威活動在各地產生更多的暴力事件，包括伯明翰、曼徹斯特、倫敦東區（全部發生在1977年）和紹索爾（1979年），並導致布莱尔·皮奇之死。皮奇去世後，曾在紅獅廣場暴力開始時發表演講的工黨國會議員席德·比德韋爾稱皮奇和蓋特利是反法西斯主義和反種族主義的烈士。

## 背景

### 解放與國民陣線
1954年以殖民自由運動（Movement for Colonial Freedom）成立的利益團體解放集中影響英格蘭政策，來支持大英帝國的去殖民化活動。組織主席是布羅克韋勳爵，兩名工黨的國會議員擔任官員。從1960年代初期到中旬，組織花費大量精力，確保不會被同樣致力促進反殖民主義的大不列颠共产党成員接管。歷史學家約西亞·布勞內爾（Josiah Brownell）表示雖然團體很努力，但倫敦地區委員會（London Area Council）仍被大不列颠共产党成員主導，像是凱·比徹姆、托尼·吉爾伯特、多蘿西·庫亞和山姆·卡恩。
1967年創立的國民陣線是極右法西斯主義政黨。組織在成立初期就從四個主要問題開展活動：反對英格蘭加入歐洲經濟共同體、阿爾斯特、工會，及正如記者馬丁·沃克所說「攻擊移民後在英格蘭出生的黑人」。國民陣線在1970年代初迅速發展，1974年的成員大約達到10,000到12,000人。

### 籌劃

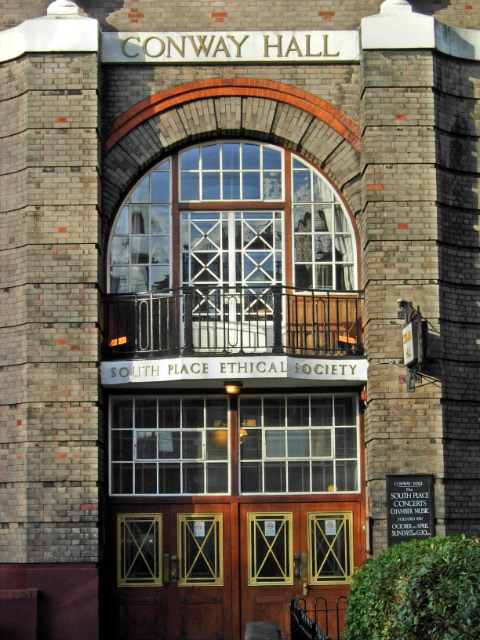
康威厅的前門，也是國民陣線進入的入口

1974年4月中旬，國民陣線預定聚會所康威厅的大型劇院廳，其位於倫敦市中心的紅獅廣場，由康威廳倫理學會持有。會議的主題是「停止移民，開始遣返」（"Stop immigration—start repatriation"），主要回應工黨政府為了讓非法移民獲准留在英國而計劃廢除1971年移民法令部分內容。國民陣線過去四年都預定會議房間，而1973年10月的會面遭到示威者糾察，導致衝突、受傷和拘捕。5月初，國民陣線遞交遊行和集會計劃給倫敦警察廳，並獲允許於6月15日讓1,500名成員從西敏廳到唐寧街10號把請願書呈給首相哈羅德·威爾遜，之後繼續前往康威厅參加會議。
有記者於6月4日聯繫倫敦地區解放委員會，並通報國民陣線的計劃。兩天後，解放召開會議來安排反示威活動，並邀請數個極左團體，包括大不列顛共產黨、國際社會主義者（之後改名為社會主義工人黨）、工人革命黨、戰鬥趨勢和國際馬克思主義團體。與國民陣線一樣，這些團體準備對政治對手使用暴力，倫敦警察廳廳長羅伯特·馬克於1974年稱這個組織聯盟「跟國民陣線一樣可惡」。解放為了配合國民陣線的會議，所以預定6月15日的康威廳小型會議室，這讓解放的部分成員和全國學生會感到驚惶失措，要求解放取消會議。
解放還計劃於6月15日舉辦示威活動，從維多利亞堤岸遊行至紅獅廣場，之後進入康威廳。警方和解放商量了情況，讓他們從西奧博茲路的後門進入場地開會。警察還同意組織可以在紅獅廣場舉行小型露天會議，但要從連結廣場和西奧博茲路的舊北路進入。工黨國會議員席德·比德韋爾計劃在會議上發表講話。解放從來沒有捲入任何政治暴力，所以警方並不害怕有類似行為發生，但該組織不知道的是，國際馬克思主義團體決定在康威廳的正門設置糾察線來阻止國民陣線進入。

### 凱文·蓋特利
凱文·蓋特利於1953年9月18日出生，紅獅廣場發生騷亂時年僅20歲。蓋特利來自薩里郡泰晤士河畔金斯頓，為华威大学數學系學生，當天加入前往倫敦的华威學生團前，從未參加過政治類示威活動。他大約201或206公分高，擁有一頭紅髮，從當天幾張照片可以看出他的頭肩比其他示威者要高。

## 1974年6月15日
1974年6月15日，紅獅廣場的值班警員由副助理總監約翰·傑拉德掌管，他調配了四批步警（共100名）給國民陣線遊行，另外四批則給解放的遊行。紅獅廣場有七批步警和十組預備隊（兩組在戴恩街，八組在布卢姆茨伯里广场），四組特別巡邏課（共112名）在霍本警局候命，而現場也有兩隊騎警執勤。當天共有711名步警和25名騎警，加上有交通和刑事警察大隊支援，所以部署了923名警察來管理這兩次遊行。
特別巡邏課是倫敦警察廳下屬專職行動隊。所有人員身著制服，屬於中央控制、負責支援地方的流動後備隊，主要在發生重大犯罪或內亂時執行警務。特别巡逻课的警察能够维持纪律防止公众骚乱，维护严重犯罪地区的秩序，执行截停和搜查，应对恐怖主义威胁。每組特別巡邏課包括一名督查、三名中士和30名警員。

### 遊行至紅獅廣場，產生首次暴力事件

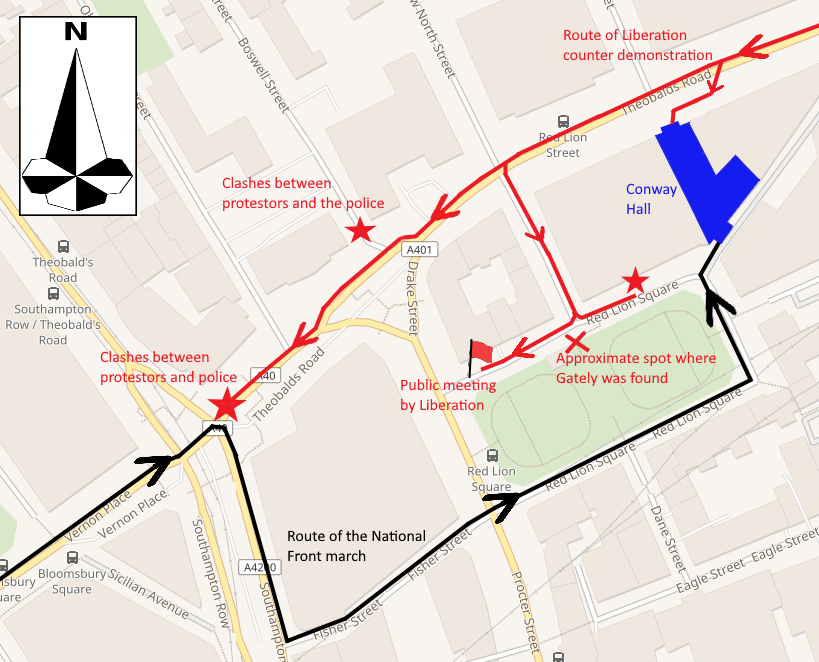
紅獅廣場的地圖，顯示1974年6月15日關鍵事件的要點。解放的遊行隊伍（紅線）從右上角沿著西奧博茲路移動，部分人進入紅獅廣場，部分則繼續前往A4200路的交叉口。國民陣線（黑線）從左側進入，轉右至南安普敦街，然後左轉到費舍爾街，沿著紅獅廣場右端進入康威厅

國民陣線約900人的遊行隊伍在下午2點59分從托特爾街集合點出發，穿過國會廣場和倫敦西區，下午3點53分到達弗農地和南安普敦街的交界處，逗留到下午4點，接著右轉，從南安普敦街下移，左轉到費舍爾街，最後循著紅獅廣場的東南方，約下午4點20分到康威廳的正門。遊行過程有兩個「防禦方」小組，準備保護隊伍免受路旁示威者的攻擊，但整個路線都沒有受到干擾。解放的遊行隊伍大約1,000至1,500人，大多數人都是十幾二十歲的學生，下午4點48分離開堤岸的集合點，途徑河岸街和霍本高街，下午3點33分抵達康威廳的後門。此時30人離開遊行隊伍，進入大樓參加解放的會議，剩餘的人繼續前往舊北路的交叉口並左轉，下午5點36分到達紅獅廣場。
解放的遊行隊伍抵達廣場後，發現有警戒線擋住向左走的路，後面排著一隊騎警，試圖阻止他們進入康威廳的正門。領頭的500名遊行者右轉，朝著露天會議的地點走去，國際馬克思主義團體帶領剩餘示威者放慢步伐，與前面的人分開。國際馬克思主義團體部分的前方示威者手挽手，在拐角處衝進警戒線，之後的調查稱之為「蓄意、堅決和持續的攻擊」。警察擲了數枚投射物和兩枚煙霧彈，部分遊行者以佈告杆和橫額桿充當武器來對付警方。警戒線因此變得彎曲變形，但完好無損，於是傑拉德召集兩支待命的特別巡邏課行動隊。在增援到達前，國際馬克思主義團體的第二次奔湧短暫衝破警戒線，遊行者和騎警開始有接觸。特別巡邏課抵達後組成契型陣，將人群向後驅散，好重新設置警戒線，並把示威者一分為二後，一半推到舊北街，另一半則沿著廣場北側前進。廣場上的暴徒於下午3點50分，也就是國際馬克思主義團體首次沖向警戒線的15分鐘後，特別巡邏課持續把示威者從舊北街趕到西奧博茲路。
特別巡邏課行動升級期間，有與遊行隊伍的和平示威者發生接觸，並像對待國際馬克思主義團體隊伍一樣驅散他們。數名示威者在此行動中倒在原地，其中之一便是凱文·蓋特利。蓋特利和華威大學的同學一直跟在國際馬克思主義團體後面，由於他的身高，他們有出現在新聞照片中。蓋特利的最後身影是國際馬克思主義團體第二次沖向警戒線之前所拍攝，當中顯示他毫髮無傷，面朝舊北街，與其他學生一起撤退。接下來，傑拉德和記者彼得·奇平戴爾分別看到他躺在地上不省人事，撤退的人群從其身上踩過。沒有目擊者和其他證據表明最後一張和他倒地前之間發生了甚麼。蓋特利被警察架到附近的聖約翰救護機構哨站，接受治療後被送往倫敦大學學院醫院，四個小時後撒手人寰。蓋特利是英國55年來首個在示威活動喪生的人。

### 南安普敦街的第二次暴力事件
離開舊北街後，國際馬克思主義團體隊伍沿著西奧博茲路，前往南安普敦街的交叉路。同時國民陣線的遊行隊伍也到路口，所以兩隊被封在二端，中間站著120至140名警察組成的警戒線。12名騎警在下午4點前到達現場，但擔心雙方發生衝突，於是奉命把解放的遊行隊伍趕回西奧博茲路，但示威者並沒有事前打聽到警告，也沒有機會撤離。撤退的示威者因為警察在舊北路驅散示威者而被擋住去路，所以不能很容易沿著道路返回，遭到封鎖後，更多的暴力事件接踵而至，他們向警方扔些投擲物，警察則隨意揮警棍。理查德·克魯特巴克在調查英國政治暴力時表示「報紙的記者對警方在這裡的行為方式比紅獅廣場的早先事件更早提出批評」。

### 博斯韋爾街的第三次暴力事件
國際馬克思主義團體約70個成員在西奧博茲路附近的博斯韋爾街聚集，總警司亞當斯（Adams）看到他們手臂相連，似乎拿著木樁或警棍，感覺激進又充滿敵意，所以命令特別巡邏課清理他們出街道，但遭到其他偵查員的質疑，包括附近的兩名記者和特別巡邏課的一名警官。部隊沖進博斯韋爾街，在半路上國際馬克思主義團體成員發生衝突。目擊者對這兩個團體誰先出手的說法不一。有些人被捕，斯卡曼勳爵回顧事件時稱當中「涉及相當程度的武力」。
大約下午4點20分在博斯韋爾街發生衝突時，國民陣線被引導至紅獅廣場的東南邊，之後進入康威廳。解放的主要遊行活動仍在廣場舉行露天集會，與國民陣線之間沒有任何麻煩或接觸。
警方在動亂期間拘捕51人，全部都是極左成員。據稱有54人受傷，其中46人為警察。雖然報告的受傷人數很少，但斯卡曼指出「一定有更多人受到不同嚴重程度的不愉快傷勢，但從未報告過」。

## 餘波
當天晚上和接下來的幾週，媒體對廣場發生的事件進行報導和評論。幾乎所有主流媒體都認為示威者與警方的最初衝突是國際馬克思主義團體蓄意攻擊，而許多人認為西奧博茲路和南安普敦街交叉口的爭執則是警方的錯。遵循這說法的報紙之一為《衛報》，報導標題為「左翼故意展開暴力」。奇平戴爾和沃克報告稱國際馬克思主義團體示威者首次湧入警戒線，

### 文獻

#### 書
- Brain, Timothy. . Oxford: Oxford University Press. 2010. ISBN 978-0-19-921866-0.
- Clutterbuck, Richard. . London: Faber and Faber. 1978. ISBN 978-0-5711-1188-6.
- Clutterbuck, Richard. . Basingstoke, Hampshire: Macmillan. 1983. ISBN 978-1-349-06580-6. doi:10.1007/978-1-349-06580-6.
- Copsey, Nigel. . Basingstoke, Hampshire: Palgrave. 2000. ISBN 978-0-3122-2765-4.
- Mark, Robert. . London: Collins. 1978. ISBN 978-0-0021-6032-2.
- The National Union of Students. . London: The National Union of Students. 1974. OCLC 3501728.
- Payne-James, Jason; Busuttil, Anthony; Smock, William. . Cambridge: Cambridge University Press. 2003. ISBN 978-1-84110-026-5.
- Rollo, Joanna. . Hain, Peter  (编). . London: John Calder. 1980: 153–208. ISBN 978-0-7145-3795-5.
- Scarman, Lord. . London: Her Majesty's Stationery Office. 1975. OCLC 491138880.
- Smith, Evan. . Leiden: Koninklijke Brill. 2017. ISBN 978-90-04-29713-5.
- Stern, Chester. . London: Warner Books. 1997. ISBN 978-0-7515-1846-7.
- Waddington, P. A. J. . Oxford: Clarendon Press. 1991. ISBN 978-0-1982-7359-2.
- Waddington, Peter. . London: UCL Press. 1994. ISBN 978-1-85728-226-9.
- Walker, Martin. . London: Fontana. 1977. ISBN 978-0-0063-4824-5.

#### 期刊雜誌
- Brownell, Josiah. . Canadian Journal of History. 2007, 42 (2): 235–258. doi:10.3138/cjh.42.2.235.
- Mark, Robert. . The Police Journal. 1975-07-01, 48 (3): 191–203. doi:10.1177/0032258X7504800303.
- . Intercontinental Press. 1974, 12 (6): 1122.
- Shipley, Peter. . Conflict Studies. 1978, (97). ISSN 0069-8792.
- . The Ethical Record. 1974-09, 79 (8): 24.
- Smith, Evan. . Socialist History. 2009, 35: 59–80.
- Taylor, Stan. . New Community. 1978-12, 7 (1): 56–66. doi:10.1080/1369183X.1978.9975549.

#### 新聞
- . The Times. 1974-06-22: 2.
- Bugler, Jeremy. . The Observer. 1974-06-16: 1.
- Bugler, Jeremy. . The Observer. 1974-06-23: 1.
- Chippindale, Peter; Walker, Martin. . The Guardian. 1974-06-17: 20.
- Deeley, Peter; Wilby, Peter; Davies, Tom. . The Observer. 1974-06-23: 2.
- Fairhall, John. . The Guardian. 1974-06-22: 5.
- Huckerby, Martin. . The Times. 1974-06-17: 1.
- Huckerby, Martin. . The Times. 1974-06-17: 3.
- Huckerby, Martin. . The Times. 1974-06-18: 1.
- Huckerby, Martin. . The Times. 1974-07-12: 2.
- Huckerby, Martin. . The Times. 1974-07-13: 3.
- . The Times. 1974-06-18: 8.
- . The Times. 1974-06-29: 3.

#### 網站
- . Metropolitan Police Service.   [2019-04-04]. （原始内容存档于2012-08-15）.
- . University of Warwick Student Union. 2019-10-24  [2021-05-05]. （原始内容存档于2023-02-16）.
- . University of Warwick.   [2021-05-05]. （原始内容存档于2022-03-30）.

#### 其他
- Bidwell, Syd. . . House of Commons. 1979-05-25. 第1399–1400卷. （页面存档备份，存于）
- Jenkins, Roy, Home Secretary. . . House of Commons. 1974-06-17. 第29–30卷. （页面存档备份，存于）
- , England & Wales, Civil Registration Death Index, 1916–2007 14 (General Register Office), 1974, 14: 1990  [2021-04-24] –Ancestry